# Jean-Bernard de Pointis
Jean-Bernard Louis de Saint-Jean, baron de Pointis, seigneur de Champigny-Chamussay et Sainte-Julitte, dit Jean-Bernard de Pointis, né à Vouvray en Touraine le 7 octobre 1645 et mort à Champigny le 24 avril 1707, est un officier de marine et corsaire français du XVIIe siècle. Formé par Duquesne et Tourville, il s'illustre par la prise de Carthagène, le 2 mai 1697. Il termine sa carrière avec le grade de chef d'escadre des armées navales.

## Biographie

### Origines et famille
Jean-Bernard de Saint-Jean, baron de Pointis descend d'une famille noblesse venant du comté de Comminges dans la Haute-Garonne, dont l'origine remonte au XIIIe siècle. La famille Saint-Jean de Pointis est confirmée dans sa noblesse en 1666, 1667, 1668 et 1669 par jugement des intendants des généralités de Guyenne, de Languedoc, de Toulouse et de Montauban. Les armoiries de la famille sont : D'azur à une cloche d'argent bataillée de sable, accompagnée en pointe de trois étoiles d'or, 2 & 1. Couronne de marquis ; et sa devise « A petite cloche grand son ». Deux communes portent son nom : Pointis-Inard dans le canton de Saint-Gaudens et Pointis-de-Rivière dans le canton de Barbazan, ainsi qu'un hameau de la commune de Mercenac dans le canton des Portes du Couserans.
Son père Hugues de Saint-Jean, le seigneur de Pointis, était sergent-major du régiment de Rambures et écuyer de Monseigneur d'Épernon. Sa mère, Marie de Morin, est la fille de Jean Morin, seigneur de la Turmelière, conseiller du roi, lieutenant-criminel au siège royal à Loches, dont il était maire.

### Carrière dans la marine royale

#### Lutte contre les barbaresques en Méditerranée et Guerre de la Ligue d'Augsbourg
Entré jeune dans la Marine royale, il est successivement enseigne de vaisseau en 1672 puis lieutenant de vaisseau en 1677. Il est présent lors de tous les combats qui ont lieu sur mer pendant la guerre de Hollande : à Solebay (1672), Schooneveld[Lequel ?] (1673), au Texel (1673) et à Tabago (1677).
Dans les années 1680, il prend part à diverses expéditions sous les ordres de l'amiral Duquesne contre les barbaresques. Il se signale d'abord à l'attaque de Tripoli de Barbarie en 1681, et les deux années suivantes au bombardement d'Alger, au cours duquel il commande une galiote à bombes avec beaucoup de bravoure, et enfin lors de l'expédition punitive contre Gênes en 1684. Il est nommé commissaire d'artillerie en 1684 et capitaine de vaisseau en 1685. Le maréchal d'Estrées ayant été envoyé contre Tripoli en 1685, Pointis a une nouvelle occasion d'augmenter sa réputation. Il brave le feu ennemi pour aller sonder l'entrée du port, ce qui facilite le rapprochement des vaisseaux français et l'établissement de nouvelles batteries. L'escadre part ensuite punir Tunis. Il est nommé commissaire général de l'artillerie de la marine en 1687.
Pendant la guerre de la Ligue d'Augsbourg, il combat sous les ordres du maréchal de Tourville. Après avoir rempli une mission en Angleterre, il sert en Irlande comme lieutenant général de l'artillerie au siège de Londonderry (1689). Pendant la bataille du cap Béveziers, le 10 juillet 1690, il commande Le Courtisan, un vaisseau de 66 canons dans l'avant-garde de l'armée de Tourville, qui inflige une défaite aux flottes combinées d'Angleterre et de Hollande, entre l'île de Wight et le cap Fréhel.
En 1691, sous les ordres de d'Estrées, il part combattre en Méditerranée. Le 22 juillet l'escadre arrive devant Alicante, et Pointis est chargé d'aller reconnaître la rade sous le feu de la ville. Il commande l'artillerie et déloge les ennemis de la place. Il participe par la suite au bombardement sur Barcelone, toujours sous d'Estrées.
En 1693, à la création de l'ordre de Saint-Louis, il est reçu chevalier avec une pension de 1 500 livres, portée par la suite à 2 000 livres. En 1694, il participe à la défense du Havre contre le raid lancé par une escadre anglaise.

#### La prise de Carthagène des Indes

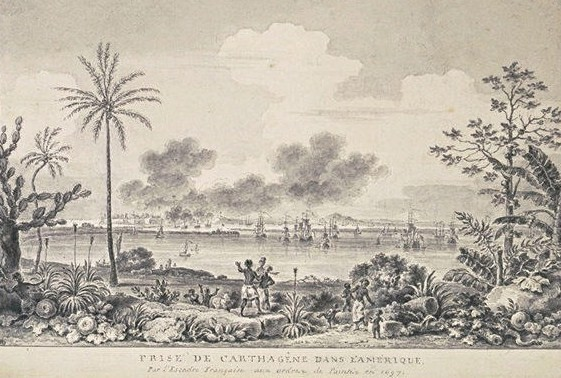
La prise de Carthagène en 1697, le plus fameux exploit de Pointis.

Fin 1696, il appuie le projet de prendre l'établissement espagnol de Carthagène dans la mer des Antilles : l'entreprise avait paru si hardie que l'on avait beaucoup hésité à en adopter l'idée. Finalement, on lui confie dix vaisseaux, une corvette et plusieurs petits bâtiments emportant 2 800 hommes. Une compagnie de « capitalistes » prend en charge les frais de l'armement, à condition d'avoir sa part aux profits. Le 9 janvier 1697, Pointis part de Brest à bord du Sceptre.
Le 1er mars, il arrive à Saint-Domingue. Il y est rejoint par un corps de 650 flibustiers et de 400 volontaires Noirs affranchis, disposant d'une frégate et différents bâtiments augmentèrent ses forces, mis sur pieds par Jean-Baptiste du Casse, gouverneur de la colonie. Le 1er avril, la flotte met les voiles depuis le cap Tiburon et arrive devant Carthagène, le 12 du même mois. Le fort de Bocachica et d'autres postes qui défendaient l'approche de la place sont capturés. Pointis, blessé à la poitrine, est obligé de se faire porter le jour de l'assaut. Après plusieurs jours de bombardement, la ville capitule le 2 mai. Des ordres du roi prescrivent de garder la place et Ducasse en est nommé gouverneur. Mais bientôt, la maladie se propage au sein des troupes, les Français sont contraints de rembarquer, en ayant fait sauter les fortifications au préalable. Les richesses conquises lors de l'expédition sont évaluées à dix millions de livres. Le butin, estimé entre 9 et 13 millions de livres en argent ou en barres, de pierreries comporte également une quantité extraordinaire d'argenterie, dont les vases sacrés des églises rendus ensuite par Louis XIV. Les flibustiers prétendent alors que la répartition du butin leur est défavorable et que leur part est inférieure à celle qu'on leur avait promise.
Lorsque l'escadre reprend la mer, le 1er juin, Pointis est si malade de la fièvre jaune qu'il est contraint de donner le commandement à un autre officier. Le flotte fait voile vers le cap Tiburon lorsqu'un aviso, expédié par l'intendant de la Martinique, prévient qu'une escadre anglaise de treize vaisseaux les attendait. Pointis, qui commençait à se rétablir, tient conseil, qui décide unanimement de déboucher par le canal de Bahama. Il ravitaille Terre-Neuve au passage.
Malgré cela, les Anglais sont en vue dans la nuit du 6 au 7 juin, forts de 29 bâtiments. Pointis ne dispose alors que de sept vaisseaux et de trois frégates, dont plus de la moitié des équipages est malade. Malgré cette inégalité de forces, il n'hésite pas à se ranger en ordre de bataille. L'ennemi s'empare d'une flûte qui était à la dérive, de quelques flibustiers et son vaisseau-hôpital. Pointis, résolu à se défendre jusqu'au bout, force néanmoins les voiles, et par une manœuvre habile parvient à la faveur du brouillard à échapper aux Anglais, qui se croyaient déjà maîtres des trésors. Pendant le combat, ses vaisseaux s'étaient dispersés, et la prudence lui défendit de chercher à les rassembler. Il continue sa route vers l'Europe et fait une prise en chemin. Le 24 août il rencontre six vaisseaux anglais. Le combat dure quatre heures, mais il est interrompu par la nuit et Pointis parvient une nouvelle fois à s'échapper. Il arrive le 29 août à Brest, et ses vaisseaux rentrent les uns après les autres dans les ports de France.
L'expédition de Carthagène est le principal fait d'armes de Pointis, et sa campagne la plus célèbre. Ce raid est une totale réussite, il apporte à Pointis la fortune et lui gagne la faveur du roi Louis XIV. Le 27 septembre, le Roi le reçoit à Fontainebleau. Pointis lui offre une émeraude grosse comme le poing. Les flibustiers, Ducasse et Galifet, l'un gouverneur et l'autre lieutenant du Roi à Saint-Domingue, se plaignent au Roi du partage du butin fait par Pointis. Ils retournent à Carthagène y achever le pillage, à leur profit.

#### Guerre de Succession d'Espagne

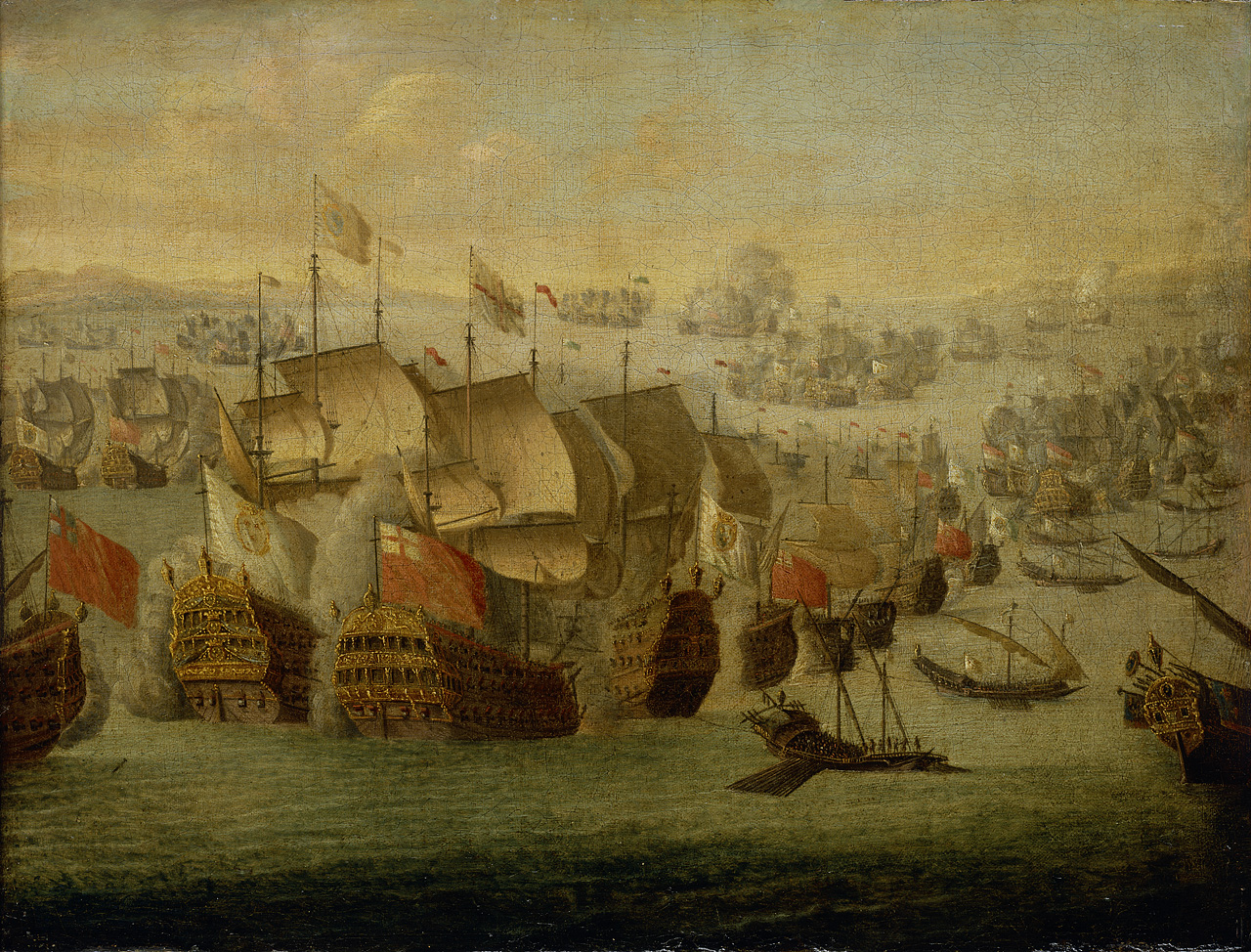
Bataille navale de Vélez-Málaga, 24 août 1704

Promu chef d'escadre de Languedoc en 1699, il commande une escadre sur les côtes de Salé l'année suivante. Pointis se voit confier la direction des corsaires de Dunkerque à la mort de Jean Bart en 1702, mais, sans grande expérience de la guerre de course et davantage habitué à la navigation en Méditerranée, il est bientôt remplacé par le chevalier de Saint-Pol.
Pendant la guerre de Succession d'Espagne, il commande un vaisseau de l'armée navale du comte de Toulouse qui, le 24 août 1704, combat les Anglais au large de Malaga. Il est détaché avec dix vaisseaux, neuf frégates et 3 000 hommes de troupes de la marine pour soutenir le corps qui assiégeait Gibraltar, mais cette escadre, mal approvisionnée, est obligée d'aller se ravitailler à Cadix, en laissant cinq frégates dans la baie. Le 9 décembre, Pointis revient pour combattre les ennemis mais des vents contraires font échouer ses plans. Il parvient cependant à prendre trois bâtiments.

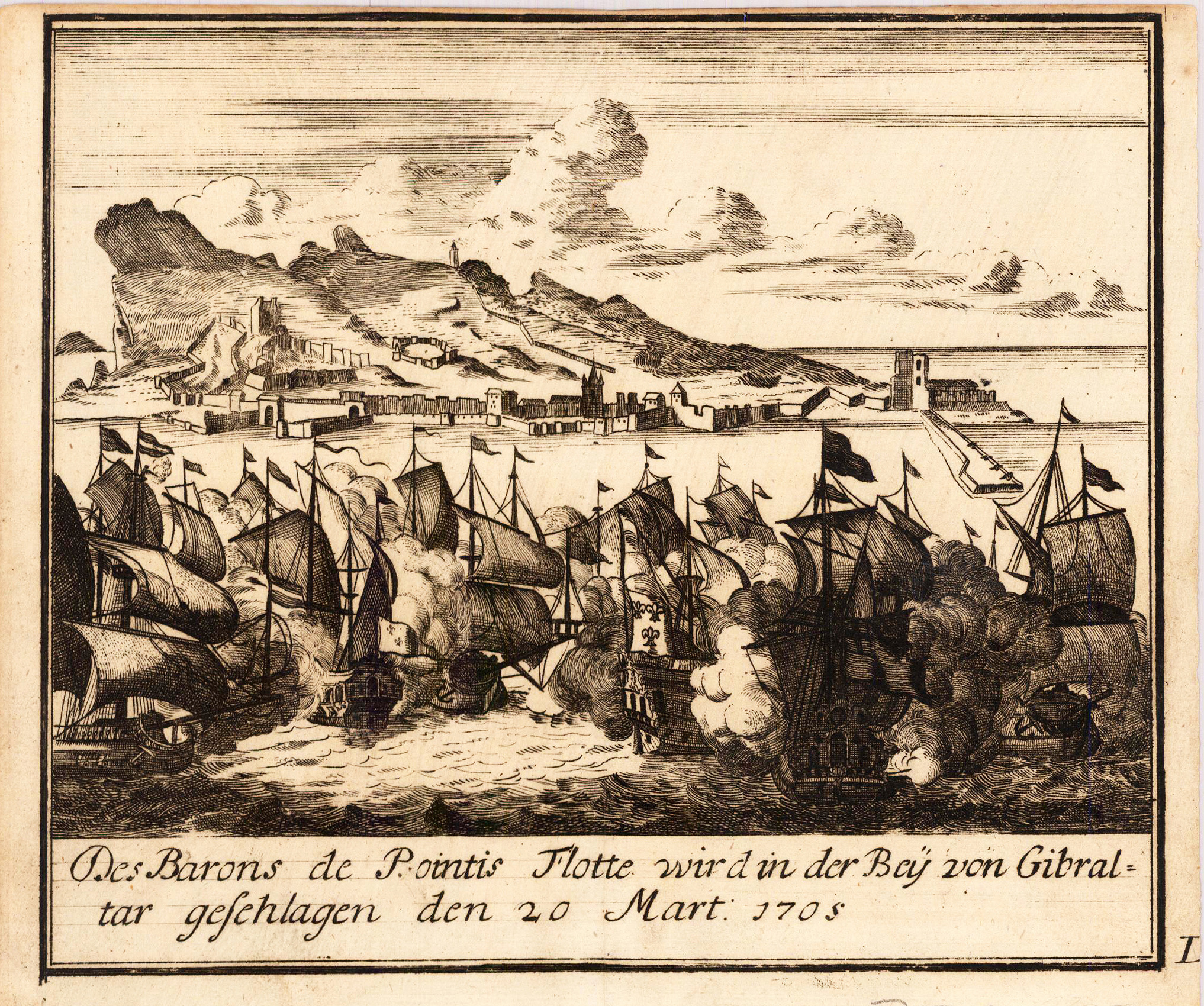
Attaque du rocher de Gibraltar par le chef d'escadre de Poinis, en 1705

Nommé maréchal de camp des armées du roi Louis XIV et lieutenant général d'Espagne il passe au service de Philippe d'Anjou, devenu roi d'Espagne. Il est envoyé malgré lui, en 1705, pour assiéger Gibraltar par mer. Il arrive sur la rade le 16 mars avec 13 vaisseaux. Le 18 mars, le gros temps éloigne huit vaisseaux, qui se réfugient à Malaga. Trois jours après, l'amiral Leake parait devant la place avec 35 vaisseaux. Pour ne pas sacrifier inutilement son monde, Pointis coupa ses câbles afin de s'éloigner. Les ennemis l’entourent : il se bat avec bravoure mais trois vaisseaux français sont emportés à l'abordage, le Magnanime qu'il monte et un autre vaisseau[Lequel ?] se fraient un chemin à travers la flotte anglaise et vont s'échouer sur la côte d'Espagne, où les capitaines les brûlent eux-mêmes après avoir coulé deux vaisseaux anglais et en avoir désemparé plusieurs. La bataille de Marbella est un échec et Pointis se retire du service actif.
Épuisé, Pointis se retire et part habiter une maison de campagne à Champigny, près de Paris. Il ne goûte pas longtemps au repos puisqu'il y décède le 24 avril 1707 à l'âge de 62 ans.
Homme de beaucoup d'esprits, de valeur et de capacité, riche et célibataire, Pointis se blessa en se sondant lui-même et en mourut à 62 ans. Il laissait une Relation de l'expédition de Carthègene faite par les François en 1697. Une médaille frappée à la demande du Roi en rappelle aussi le souvenir.

## Publication
- Jean-Bernard de Saint-Jean, baron de Pointis, Relation de l'expédition de Carthagène, faite par les François en M. DC. XCVII (1698), chez les Héritiers d'Antoine Schelte, Amsterdam

## Postérité
Selon Charlevoix, qui ne l'aimait pas :

« C'était un homme qui avait toute la valeur, l'expérience et l'habileté nécessaires pour se distinguer à la guerre, comme il a toujours fait. Il avait de la fermeté du commandement, du sang-froid et des ressources; il était capable de former un grand dessein et de ne rien épargner pour le faire réussir; mais il avait l'esprit un peu vain, et il a paru intéressé. »

### Sources et bibliographie
- M. d'Aspect, Histoire de l'Ordre royal et militaire de Saint-Louis, vol. 3, Paris, chez la veuve Duchesne, 1780 (lire en ligne), p. 143
- « Jean-Bernard Louis de Saint-Jean, baron de Pointis », dans Louis-Gabriel Michaud, Biographie universelle ancienne et moderne : histoire par ordre alphabétique de la vie publique et privée de tous les hommes avec la collaboration de plus de 300 savants et littérateurs français ou étrangers, 2e édition, 1843-1865 [détail de l’édition], p. 579-580
- Prosper Levot, A. Doneaud, Les gloires maritimes de la France. Notices biographiques sur les plus célèbres marins, Arthus Bertrand éditeur, Paris, 1866, p. 400-401 (lire en ligne)
- Louis Étienne Dussieux, Les grands marins du règne de Louis XIV : notices historiques, Librairie V. Lecoffre, 1888, p. 227
- Société archéologique de Touraine, Mémoires de la Société archéologique de Touraine : Série in 80, vol. 7 à 8, Tours, 1855 (lire en ligne), p. 106
- Patrick Villiers, Les corsaires du littoral : Dunkerque, Calais, Boulogne, de Philippe II à Louis XIV (1568-1713), Presses universitaires Septentrion, 2000 (lire en ligne), p. 284 et suiv.
- Henri Louis Duclos, Histoire des Ariégeois (Comté de Foix et Vicomté de Couserans) : De l'esprit et de la force intellectuelle et morale dans l'Ariège et les Pyrénées centrales, vol. 7, Didier & Cie., 1887, p. 149 et suiv.
- Borel d' Hauterive, Annuaire de la noblesse de France et des maisons souveraines de l'Europe, vol. 19, Bureau de la publication, 1862 (lire en ligne), p. 212 et suiv.